# Jan Röed
Jan Harald Röed, född 8 augusti 1956 i Linköping, är en svensk regissör, filmproducent och filmfotograf.
Röed är från början biolog och hade gjort flera naturdokumentärer för TV innan han långfilmsdebuterade med dokumentärfilmen Tong Tana (1989), gjord tillsammans med Fredrik von Krusenstjerna. Mest känd är Röed dock för den dokumentära långfilmen Atlanten (1995), gjord tillsammans med författaren och filmregissören Kristian Petri och biologen Magnus Enquist. Röed belönades med en Guldbagge för fotot i Atlanten och var även nominerad till samma pris i kategorin "bästa dokumentärfilm" 2001, dock utan att vinna.

## Filmografi
Fotograf
- 1983 – Några mil från Hötorget
- 1989 – Gentlemannakriget
- 1989 – Tong Tana
- 1991 – Om ormar, om oss
- 1994 – Förräderi
- 1994 – Hamn
- 1995 – Atlanten
- 1996 – Blackout
- 1996 – Bongo Beat
- 1996 – Königsberg express
- 1997 – Tranceformer
- 1998 – Lucky People Center International
- 2000 – Fyren
- 2001 – Tong Tana – det förlorade paradiset
- 2002 – Jean Claude
- 2002 – Tokyo Noise
- 2005 – Brunnen
- 2005 – De sista lakandonerna
- 2005 – Hej till hela Sverige
- 2005 – Tiden i skogen
- 2005 – Vi bara drömde
- 2006 – The Planet
- 2007 – Den eviga staden
- 2008 – Breath
- 2008 – Necrobusiness
- 2013 – Jojk – Juoigan

Manus
- 2001 – Tong Tana – det förlorade paradiset

Producent
- 1995 – Atlanten
- 1996 – Bongo Beat
- 1996 – Königsberg express
- 2000 – Fyren
- 2001 – Tong Tana – det förlorade paradiset
- 2005 – Tiden i skogen
- 2007 – Den eviga staden

Regi
- 1983 – Några mil från Hötorget
- 1984 – Lomdansen
- 1985 – Dit inga vägar når
- 1989 – Tong Tana
- 1995 – Atlanten
- 1996 – Bongo Beat
- 1996 – Königsberg express
- 2000 – Fyren
- 2001 – Tong Tana – det förlorade paradiset
- 2002 – Tokyo Noise
- 2005 – Tiden i skogen

## Priser och utmärkelser
- 1996 – Guldbagge i kategorin "bästa foto" för filmen Atlanten
- 2001 – nominerad till en Guldbagge i kategorin "bästa dokumentär" för filmen Fyren
- 2005 – Årets filmbana med motiveringen "för klarsynt kreativitet i ett medvetet och stilsäkert bilduttryck".